# Жулиен Дювивие
Жулиен Дювивие (на френски: Julien Duvivier) е френски режисьор. 

## Биография
През 30-те години на 20 век той е бил част от продуцентската компания Film d'Art на Марсел Вандал и Шарл Делак.
Той създава вселена от образи, в която съчетава по-груб реализъм и необичайна фантазия. След Втората световна война той предлага напълно песимистичен поглед към френското общество, доминиран от лицемерие, тесен клерикализъм и дребнавост.

## Избрана филмография
| Година | Филм                            | Оригинално заглавие                |
| ------ | ------------------------------- | ---------------------------------- |
| 1937   | Балното тефтерче                | Un carnet de bal                   |
| 1952   | Дон Камило                      | Don Camillo                        |
| 1957   | Чужди жени                      | Pot-Bouille                        |
| 1959   | Жената и куклата                | La Femme et le Pantin              |
| 1959   | Мари-Октомври                   | Marie-Octobre                      |
| 1962   | Дяволът и десетте божи заповеди | Le Diable et les Dix Commandements |
| 1963   | Кокоша кожа                     | Chair de poule                     |
| 1967   | Дяволски ваш                    | Diaboliquement vôtre               |